# تشاه عالي الغربي (شميل)
تشاه عالي الغربي (بالفارسية: چاه عالی غربی) هي قرية تقع في إيران في قسم شمیل الريفي. يقدر عدد سكانها بـ 464 نسمة بحسب إحصاء 2016.